# Mary Beth Peil

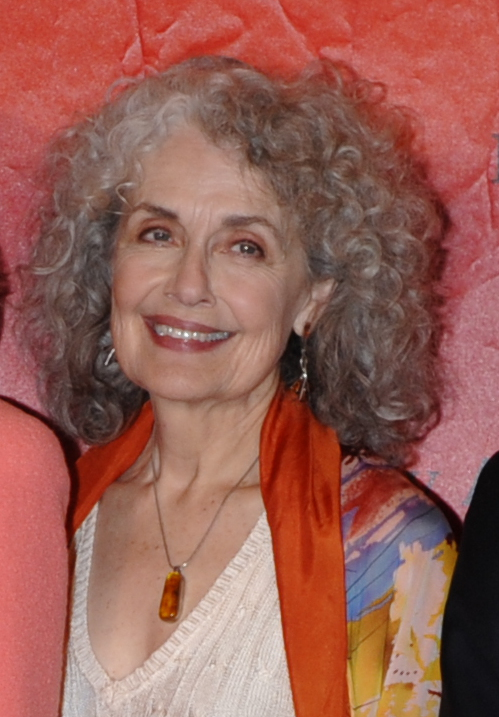
Mary Beth Peil (2011)

Mary Beth Peil (* 25. Juni 1940 in Davenport, Iowa) ist eine US-amerikanische Schauspielerin und Opernsängerin (Sopran).

## Leben
Mary Beth Peil ist hauptsächlich durch das Theater berühmt geworden. Sie ist eine renommierte Künstlerin am Broadway.
Nach einer 20-jährigen Karriere als Opernsängerin beschloss sie, ins Schauspielfach zu wechseln. Sie war unter anderem in der Broadway-Version von The King and I zu sehen, wofür sie eine Nominierung für den Tony Award erhielt.
1997 bekam sie ihre bekannteste TV-Rolle in der US-Fernsehserie Dawson’s Creek als Evelyn „Grams“ Ryan. Anschließend war sie in größeren Rollen 2003 in dem Fernsehfilm The Reagans und 2004 in Die Frauen von Stepford zu sehen. Dem Theater ist sie bis heute treu geblieben.

## Filmografie (Auswahl)
- 1992: Jersey Girl
- 1994: The Bay Boy
- 1994: Law & Order
- 1995: Comfortably Numb
- 1995: Reckless
- 1997–2003: Dawson’s Creek
- 1998: The Odd Couple II
- 1998: Number One
- 1999: Advice from a Caterpillar
- 2001: The Job
- 2003: The Reagans
- 2004: Die Frauen von Stepford
- 2006: Shortbus
- 2006: The Caretakers
- 2006: Flags of Our Fathers
- 2007: The List
- 2008: Mirrors
- 2008: Old Days
- 2009–2016: Good Wife
- 2016: Verborgene Schönheit
- 2021: Halston (Miniserie)